# Samuele Zoccarato
Samuele Zoccarato (Camposampiero, 9 januari 1998) is een Italiaans wielrenner die vanaf 2025 voor Team Polti VisitMalta uitkomt. Voordat Zoccarato beroepsrenner werd, was de winst in de Ruota d'Oro - GP Festa del Perdono zijn belangrijkste overwinning.

## Overwinningen
2018
Ruota d'Oro - GP Festa del Perdono
2019
Bergklassement Tour du Jura Cycliste
2023
Bergklassement Ronde van Valencia
Bergklassement Ronde van Slovenië
Bergklassement Ronde van Tsjechië
2024
Bergklassement Ronde van Oostenrijk

## Resultaten in voornaamste wedstrijden
| Jaar | Ronde van Italië | Ronde van Frankrijk | Ronde van Spanje |
| ---- | ---------------- | ------------------- | ---------------- |
| 2021 | 105e             |                     |                  |
| 2022 | opgave           |                     |                  |
| 2023 | opgave           |                     |                  |
| 2024 |                  |                     |                  |
| 2025 |                  |                     |                  |

| Jaar | Milaan-San Remo | Strade Bianche |
| ---- | --------------- | -------------- |
| 2021 |                 | 108e           |
| 2022 |                 | 52e            |
| 2023 | 120e            | 122e           |
| 2024 | 63e             |                |
| 2025 |                 | 49e            |

## Ploegen
- 2019 –  IAM Excelsior
- 2020 –  Team Colpack Ballan
- 2021 –  Bardiani-CSF-Faizanè
- 2022 –  Bardiani-CSF-Faizanè
- 2023 –  Green Project-Bardiani-CSF-Faizanè
- 2024 –  VF Group-Bardiani CSF-Faizanè
- 2025 –  Team Polti VisitMalta

Battaglin · Bonillo · Cañaveral · Colnaghi · Covili · El Gouzi · Fiorelli · Gabburo · Marcellusi · Martinelli · Mazzucco · Modolo · Mulubrhan (vanaf 21/4) · Nieri · Pellizzari · Pinarello · Rastelli · Santaromita · Tarozzi · Tolio · Tonelli · Trainini (tot 5/4) · Visconti (tot9/3) · Zana · Zanoncello · Zoccarato · Magli (stagiair)
Bonillo · Colnaghi · Conforti · Covili · El Gouzi · Fiorelli · Gabburo · Lucca · Magli · Marcellusi · Martinelli ·  Mulubrhan · Nieri · Paletti · Pellizzari · Petrucci (tot 9/2) · Pinarello · Rastelli · Santaromita · Scalco · Scott (tot 20/7) · Tarozzi · Tolio · Tonelli · Zanoncello · Zoccarato · Cadena (stagiair) · Cavallo (stagiair) · Rojas (stagiair)
Biagini · Colnaghi · Conforti · Covili · Fiorelli · Gabburo · Lucca · Magli · Marcellusi · Martinelli · Paletti · Pellizzari · Pinarello · Pinazzi · Pozzovivo (vanaf 25/2) · Rojas · Scalco · Tarozzi · Tolio · Tonelli · Turconi · Zanoncello · Zoccarato